# Caderzone
Caderzone é uma comuna italiana da região do Trentino-Alto Ádige, província de Trento, com cerca de 602 habitantes. Estende-se por uma área de 18 km², tendo uma densidade populacional de 33 hab/km². Faz fronteira com Pinzolo, Giustino, Spiazzo, Strembo, Carisolo, Massimeno, Bocenago.